# Taeniopteryx starki
Taeniopteryx starki är en bäcksländeart som beskrevs av Stewart och Szczytko 1974. Taeniopteryx starki ingår i släktet Taeniopteryx och familjen vingbandbäcksländor. Inga underarter finns listade i Catalogue of Life.